# Alejandro Marque
Pour les articles homonymes, voir Marque.
Alejandro Manuel Marque Porto (né le 23 octobre 1981 à Pontevedra en Galice) est un coureur cycliste espagnol.

## Biographie
Vainqueur du Tour du Portugal 2013, Alejandro Marque est recruté par l'équipe Movistar pour la saison 2014 grâce à ce succès. Il est cependant contrôlé positif à la bétaméthasone lors de cette course. Marque affirme que l'UCI était au courant de l'utilisation de la substance qu'il avait utilisé les jours précédents de la course pour soulager des douleurs au genou. Il n'est pas disqualifié, mais Marque n'a jamais rejoint Movistar car une clause du contrat qu'il avait signé stipulait que l'équipe pouvait résilier le contrat en cas de problèmes liés au dopage.
En 2015, il se classe troisième du Tour du Portugal au sein de l'équipe Efapel. En 2017, il rejoint l'équipe portugaise Sporting-Tavira. L'année suivante, il gagne le classement général du Tour de Chine II. En mai 2019, les médias portugais révèlent qu'il est sous investigation, à la suite de présence de valeurs anormales sur son passeport biologique. Cependant, l'Agence antidopage espagnole nie toute enquête et il peut continuer à courir.
Il arrête sa carrière à l'issue de la saison 2022.

## Palmarès
- 2009
  - 4e étape du Grande Prémio Crédito Agrícola de la Costa Azul
- 2010
  - 2e du Tour de l'Alentejo
- 2011
  - 3e du Trophée Joaquim-Agostinho
- 2012
  - 1re étape du Tour des Asturies
  - 3e étape du Grand Prix Abimota
  - 9e étape du Tour du Portugal
  - 3e du championnat d'Espagne du contre-la-montre
  - 3e du Grand Prix Liberty Seguros
- 2013
  - Tour du Portugal :
    - Classement général
    - 9e étape

  - 3e du Tour de l'Alentejo
- 2015
  - 3e du Tour du Portugal
- 2018
  - 5e étape du Grand Prix Jornal de Notícias (contre-la-montre par équipes)
  - Classement général du Tour de Chine II
- 2019
  - 3e du Grand Prix Jornal de Notícias
- 2021
  - 3e étape du Tour du Portugal
  - 3e du Tour du Portugal
  - 3e du Grande Prémio Jornal de Notícias

## Classements mondiaux
| Année                                 | 2006  | 2007  | 2008 | 2009 | 2010 | 2011 | 2012 | 2013 | 2014 | 2015 | 2016  | 2017 | 2018  | 2019  | 2020 | 2021 | 2022 |
| ------------------------------------- | ----- | ----- | ---- | ---- | ---- | ---- | ---- | ---- | ---- | ---- | ----- | ---- | ----- | ----- | ---- | ---- | ---- |
| Classement mondial                    |       |       |      |      |      |      |      |      |      |      | 1889e | 581e | 504e  | 1598e | 817e | 563e | 911e |
| UCI Europe Tour                       | 1162e | 1108e | 571e | 529e | 766e | 454e | 176e | 72e  | nc   | 257e | 1256e | 324e | 1276e | 1062e | 652e | 450e | 667e |
| UCI Asia Tour                         | nc    | nc    | nc   | nc   | nc   | nc   | nc   | nc   | nc   | nc   | nc    | nc   | 45e   |       |      |      |      |
| UCI America Tour                      | nc    | nc    | nc   | 367e | nc   | nc   | nc   | nc   | nc   | nc   | nc    | nc   | nc    |       |      |      |      |
| UCI Africa Tour                       | nc    | nc    | nc   | nc   | nc   | nc   | nc   | nc   | nc   | nc   | nc    | nc   | 157e  |       |      |      |      |
|                                       |       |       |      |      |      |      |      |      |      |      |       |      |       |       |      |      |      |
| Légende : nc = non classéSource : UCI |       |       |      |      |      |      |      |      |      |      |       |      |       |       |      |      |      |